# Tvrzský rybník
Tvrzský rybník je nejníže položený rybník Ořechovské rybniční soustavy. Rozkládá se na potoku Bítýška v Bítešské vrchovině mezi obcemi Ořechov a Ronov, v nadmořské výšce okolo 550 m. Rozlohou zabírá plochu 10,3 ha. Má podobu půlkruhu, na severu vybíhá dvojice zátok. Dnes slouží k chovu ryb. Po severovýchodním břehu vede železniční trať.
Název pochází od zaniklé tvrze Ronov u Ořechova, která stála v blízkosti rybníka. Ten byl vystavěn někdy na přelomu 16. a 17. století, kdy tvrz pravděpodobně ještě existovala, je však možné, že vybudování došlo ještě dříve. V minulosti vedla po hrázi silnice z Ořechova do Ronova, po vybudování železniční tratě tudy vede modře značená turistická stezka z nádraží Ořechov na Tasov a červená značka na Sviny.